# Jorge Álvares
Pour les articles homonymes, voir Álvares.
Jorge Álvares (? - 8 juillet 1521) est un explorateur portugais, connu comme le premier navigateur portugais ayant atteint la Chine.
Quelques décennies plus tard, les Portugais s'installeront à Macao, jusqu'en 1999.